# Andersonville (Tennessee)
Andersonville es un lugar designado por el censo ubicado en el condado de Anderson en el estado estadounidense de Tennessee. En el Censo de 2010 tenía una población de 472 habitantes y una densidad poblacional de 112,63 personas por km².

## Geografía
Andersonville se encuentra ubicado en las coordenadas 36°11′49″N 84°1′59″O / 36.19694, -84.03306. Según la Oficina del Censo de los Estados Unidos, Andersonville tiene una superficie total de 4.19 km², de la cual 4.19 km² corresponden a tierra firme y (0%) 0 km² es agua.

## Demografía
Según el censo de 2010, había 472 personas residiendo en Andersonville. La densidad de población era de 112,63 hab./km². De los 472 habitantes, Andersonville estaba compuesto por el 98.52% blancos, el 0% eran afroamericanos, el 0.42% eran amerindios, el 0.21% eran asiáticos, el 0.21% eran isleños del Pacífico, el 0.21% eran de otras razas y el 0.42% pertenecían a dos o más razas. Del total de la población el 1.48% eran hispanos o latinos de cualquier raza.